# أندريه بارنت
أندريه بارنت هو رائد أعمال وسياسي أمريكي، ولد في 2 يونيو 1976 في زانيسفيل في الولايات المتحدة. نشط حزبياً في حزب الإصلاح في الولايات المتحدة الأمريكية.